# Monts Hida
Les monts Hida (飛騨山脈, Hida sanmyaku) ou Alpes du Nord (北アルプス, Kita arupusu) sont un massif montagneux du Japon. Il s'étend à travers les préfectures de Nagano, Toyama, Gifu et Niigata.
Le massif a une forme de grand « Y » vu du ciel.

## Sommets principaux
- Mont Hotaka, 3 190 m
- Mont Yari, 3 180 m
- Mont Norikura, 3 026 m
- Mont Tate, 3 015 m
- Mont Tsurugi, 2 999 m
- Mont Suishō, 2 986 m
- Mont Shirouma, 2 932 m
- Mont Myojin, 2 931 m
- Mont Noguchigoro, 2 924 m
- Mont Nishihotaka, 2 909 m
- Mont Kashimayari, 2 889 m
- Mont Tsubakuro, 2 763 m
- Mont Eboshi, 2 628 m

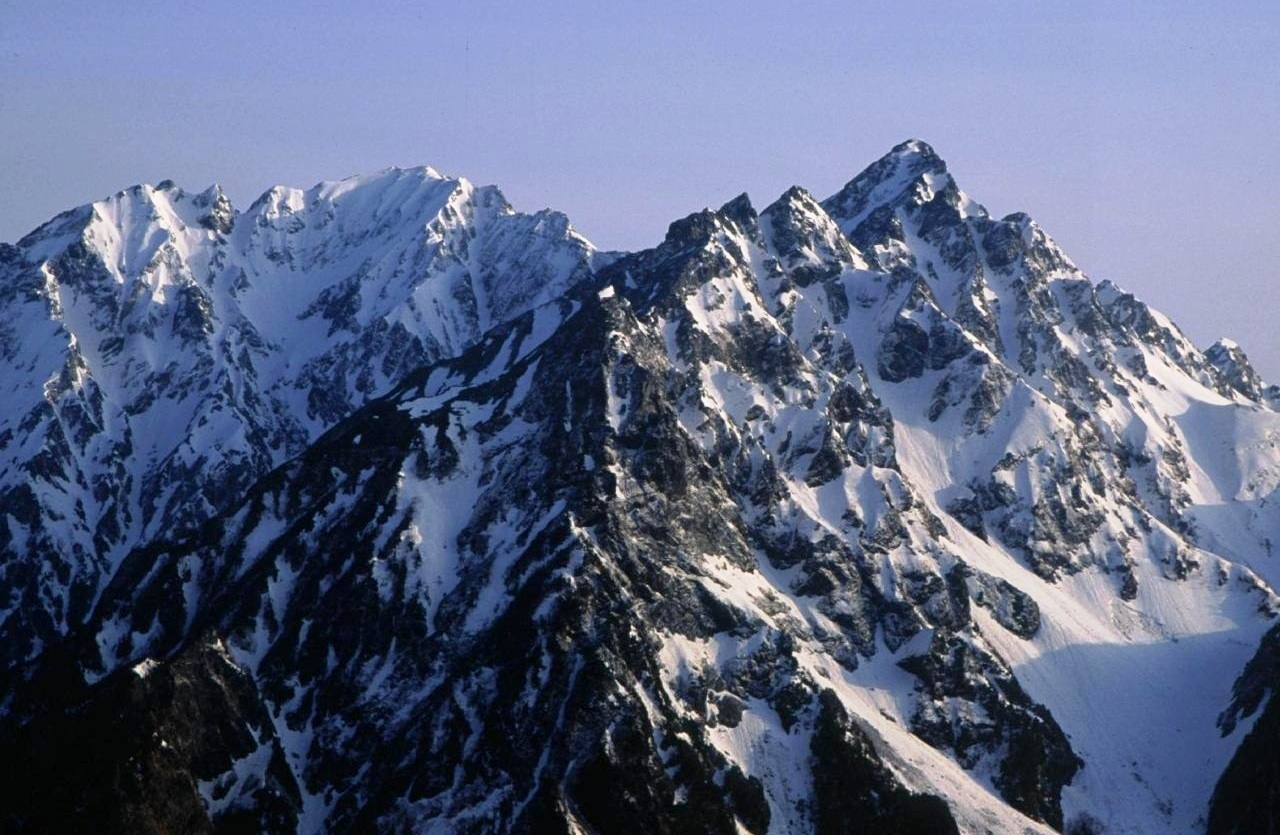
Mont Hotaka.
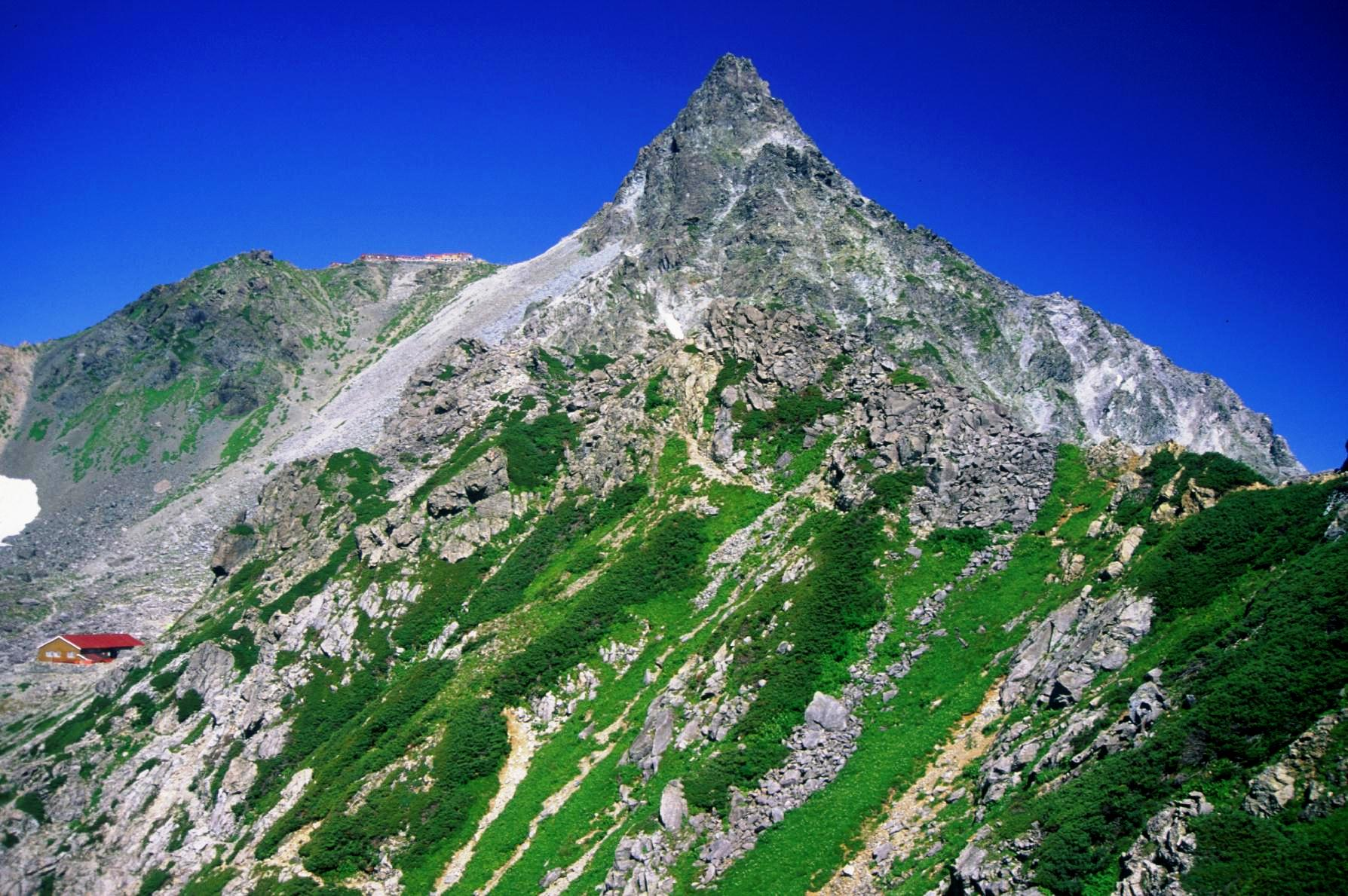
Mont Yari.
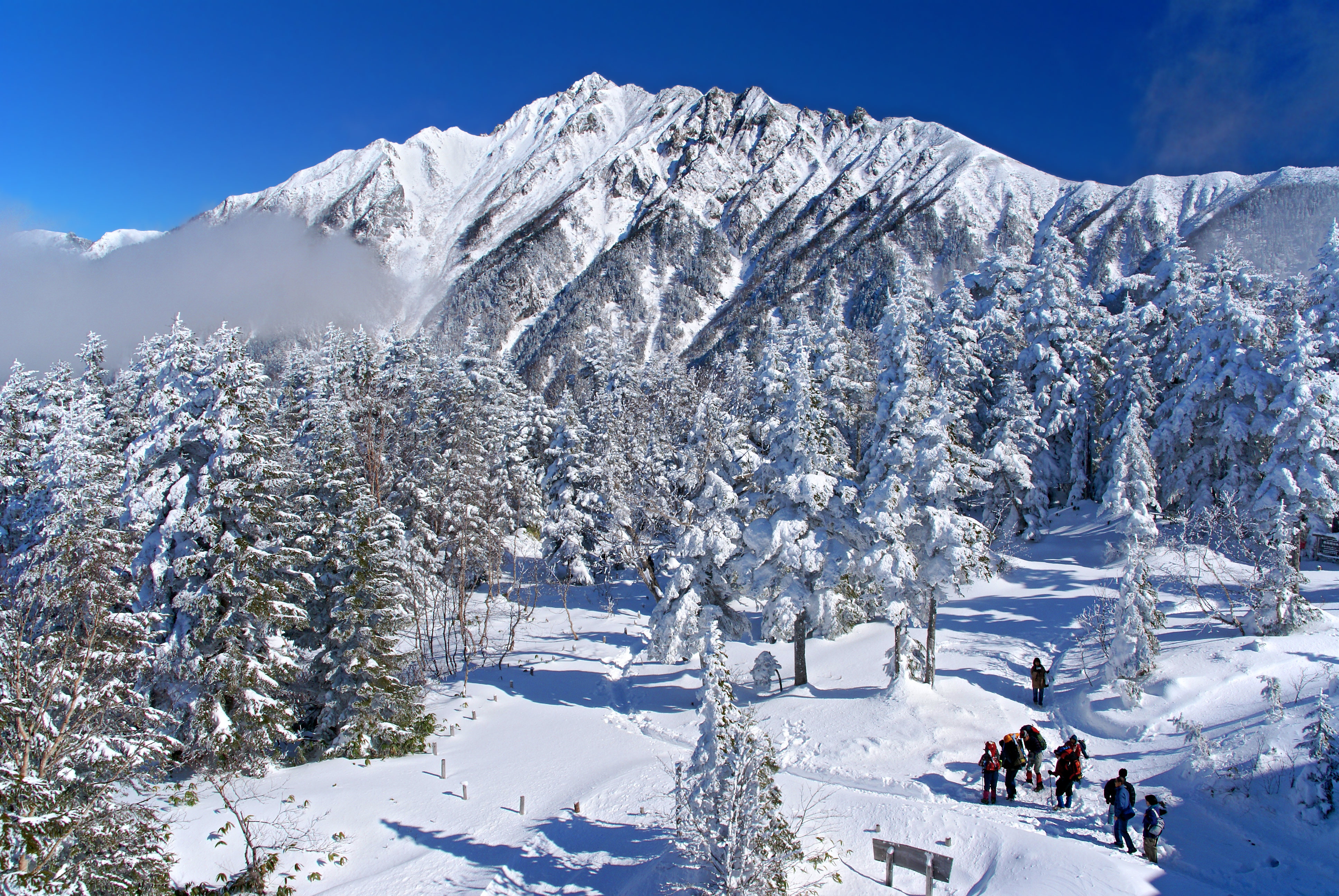
Mont Nishihotaka.
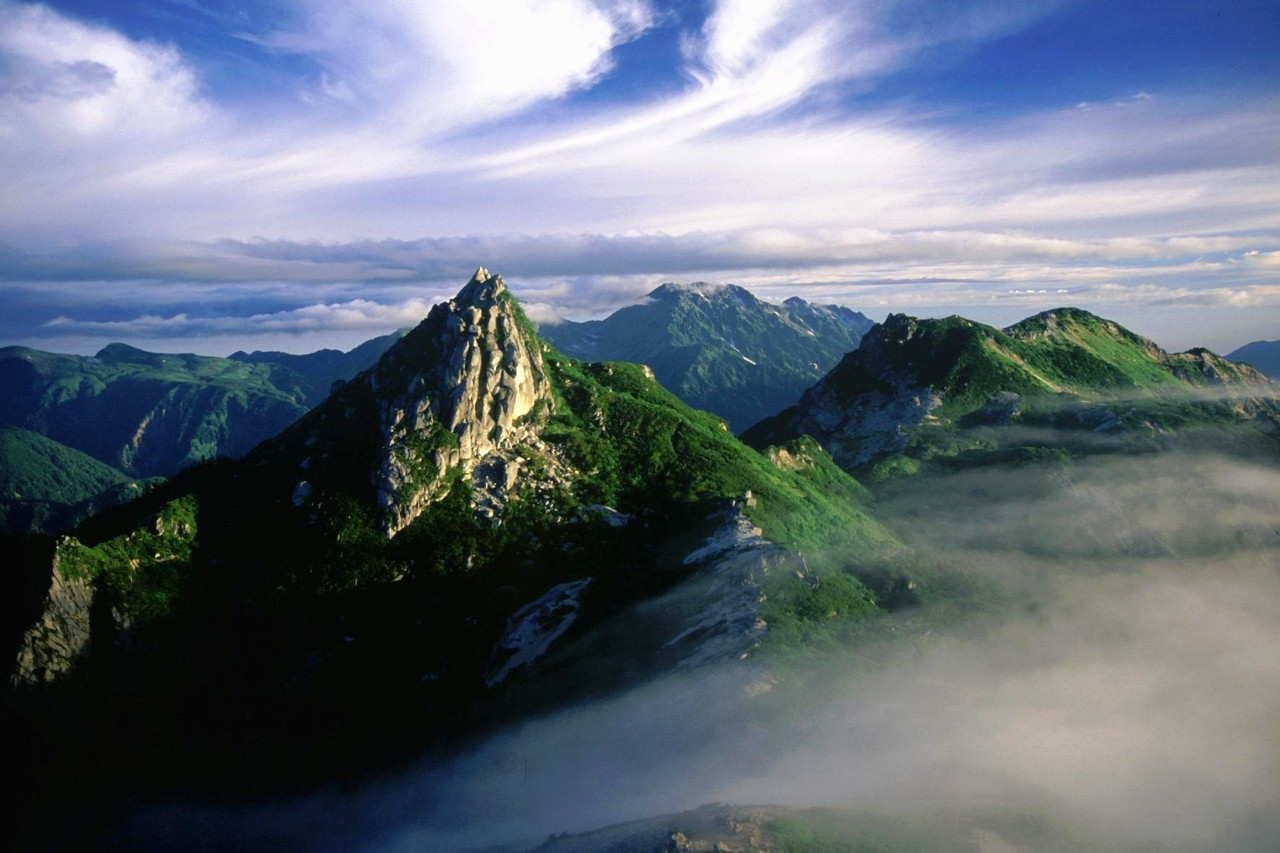
Mont Eboshi.